# Hyds

Hyds este o comună în departamentul Allier din centrul Franței. În 1 ianuarie 2022 avea o populație de 301 de locuitori.